# 牛牧 (名古屋市)
牛牧（うしまき）は、愛知県名古屋市守山区の地名。

## 歴史

### 地名の由来
『尾張志』は古代に当地に牛のいる牧場があったことによるとする。

### 沿革
- 1878年（明治11年）12月28日 - 春日井郡牛牧村が合併により、同郡大森垣外村の一部となる[3]。
- 1947年（昭和22年）8月1日 - 東春日井郡守山町大字大森垣外の一部により、同町大字牛牧が成立[3]。
- 1954年（昭和29年）6月1日 - 市制施行により、守山市大字牛牧となる[3]。
- 1963年（昭和38年）2月15日 - 合併により、名古屋市守山区大字牛牧となる[3]。
- 1968年（昭和43年）1月18日 - 一部が守山区守牧町に編入される[4]。
- 1990年（平成2年）11月26日 - 一部が守山区守山二丁目に編入される[4]。
- 1991年（平成3年）11月25日 - 一部が守山区守牧町に編入される[5]。

守山区金屋一丁目・金屋二丁目・永森町・松坂町・城土町・白沢町・森宮町・村前町・高島町・西城二丁目・小幡中三丁目・大牧町にそれぞれ編入されている。